# Giovanni da Vigo
Giovanni da Vigo (Rapallo, 1450 – Roma, 1525) è stato un medico e chirurgo italiano.

## Vita
Secondo alcuni testi storici nacque intorno al 1450 a Rapallo - nel Golfo del Tigullio - da una famiglia radicata nel territorio e presente in molteplici atti notarili e carte varie dell'epoca. Originariamente si pensò a Genova come vero luogo natio, ma l'ipotesi fu in seguito smentita poiché in alcuni documenti - tra le quali una dedica della seconda parte della sua opera Practica chirurgica al medico Giovanni Antracino da Macerata - lo stesso Giovanni da Vigo si dichiara nativo de Rapalo.
In età giovanile proseguì i suoi primi studi sulla medicina dapprima presso l'Ospedale di Pammatone di Genova e in seguito si trasferì a Saluzzo (CN) che già ospitava diversi e illustri medici dell'epoca tra cui un certo Battista da Rapallo, medico chirurgo litotomo che s'inserì al servizio dei Marchesi di Saluzzo. Sul rapporto tra Battista e Giovanni da Vigo alcuni testi dello storico Vincenzo Malacarne (1774-1816) riferiscono che Giovanni fosse in realtà figlio del Battista, ma studi più recenti dello storico Pietro Berri smentiscono tale rapporto familiare; secondo il Berri Giovanni si trasferì nella città piemontese solo per trarre insegnamento medico dal Battista suo concittadino.
In data non conosciuta, le fonti storiche su questo periodo sono frammentarie o scarse, si trasferì a Genova dove iniziò ad esercitare la sua professione di medico chirurgo. Dal capoluogo genovese, dove rimase per un periodo che va dal 1487 al 1495, si spostò a Savona al servizio del cardinale Giulio della Rovere che nel 1503 fu eletto al soglio pontificio con il nome di papa Giulio II.
Da Vigo si trasferì anch'egli a Roma dove divenne l'archiatra del pontefice fino al 1513, anno in cui Giulio II morì. Secondo alcuni storici continuò a vivere nella città capitolina fino alla sua morte avvenuta nel 1525.
A Giovanni da Vigo è intitolato il liceo classico di Rapallo.

## Gli studi
Nei vari studi medici approfondì e studiò la traumatologia bellica - in particolare le ferite da arma da fuoco -, la legatura dei vasi sanguigni e iniziò i primi studi in Italia della malattia della sifilide. Su quest'ultima concentrò le prime cure mediche utilizzando fumigazioni di cinabro e del deutossido di mercurio sulle ulcere, rimedio medico che all'epoca assunse la denominazione di polvere rossa di Gian de Vigo.
Descrisse lo sfondamento del cranio nei bambini e la frattura del tavolato interno negli adulti.
Secondo lo storico Giovanni Battista Pescetto approfondì inoltre lo studio della botanica durante il suo soggiorno a Genova tra il 1487 e il 1495, in particolare alla ricerca di erbe medicinali da impiegare per nuove terapie.

## Opere
Tra le opere principali di Giovanni da Vigo furono pubblicate diversi saggi nel campo medico - chirurgico quali la Practica copiosa in arte chirurgica ad filium Aloisium scritta e pubblicata durante il suo soggiorno a Roma alla corte papale di Giulio II.
La pratica fu redatta più volte negli anni successivi principalmente in lingua latina (Pavia 1514; Lione 1516; 1518; 1519; 1528; 1532; 1534; 1538; 1561), in lingua tedesca (Grosse Wundarzney, Norimberga 1677), in francese a Parigi (1530) e Lione (1515; 1537), in lingua italiana a Venezia (1540; 1576; 1582; 1560; 1568; 1598; 1610; 1639) e in spagnolo 1627. Nella Pratica copiosa Da Vigo descrisse le ferite d’arma da fuoco e la sifilide, due tematiche che non erano ancora state affrontate da un chirurgo.
Nel 1517 farà seguito la seconda opera Practica in arte chirurgica compendiosa.

## Galleria d'immagini

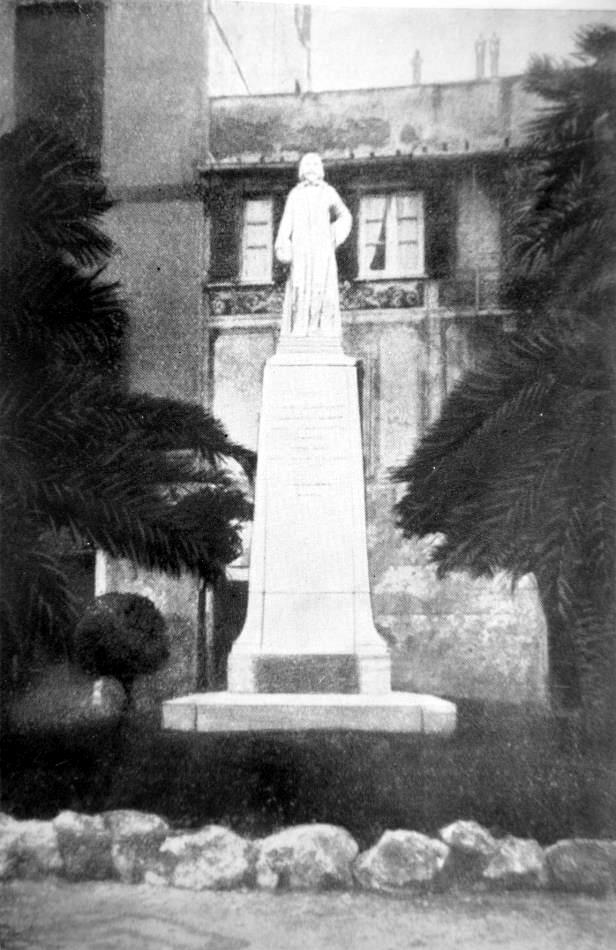
Il monumento a Giovanni da Vigo collocato presso il lungomare rapallese (1925).
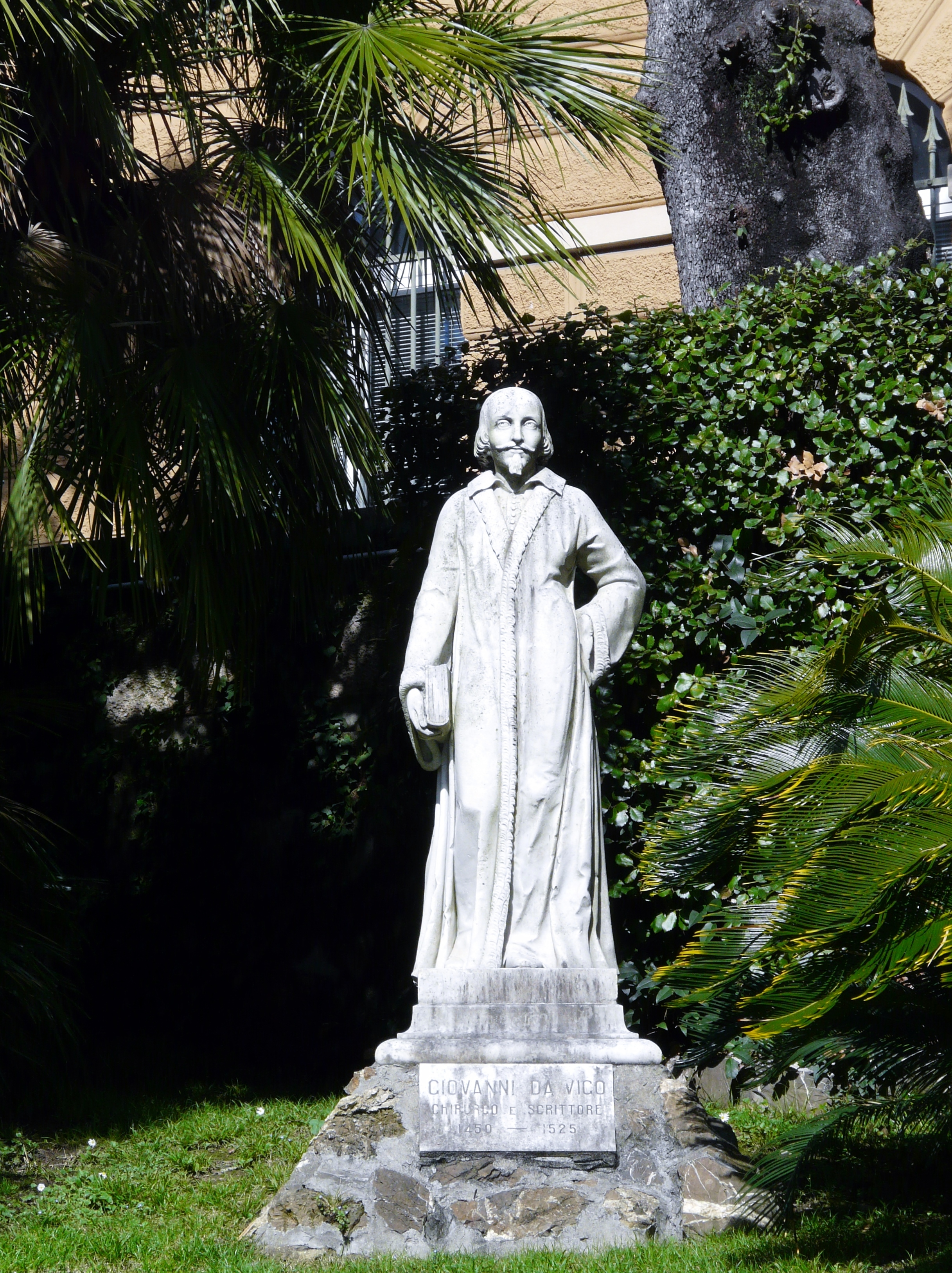
Lo stesso monumento, eliminando il basamento originario, ora ubicato nell'aiuola antistante l'ex ospedale civile di Rapallo